# Xenofrea wappesi
Xenofrea wappesi es una especie de escarabajo longicornio del género Xenofrea, tribu Xenofreini, subfamilia Lamiinae. Fue descrita científicamente por Galileo, Martins & Santos-Silva en 2015.

## Descripción
Mide 6,05-7,05 milímetros de longitud.

## Distribución
Se distribuye por Bolivia.